# Нефуд-Дахі
Нефуд-Дахі — піщана пустеля на Близькому Сході, в центрі Аравійського півострову. Довжина близько 500 км, ширина до 100 км. Масиви рухомих барханних пісків.